# Müller (Patrizierfamilie, mit den Säulen)

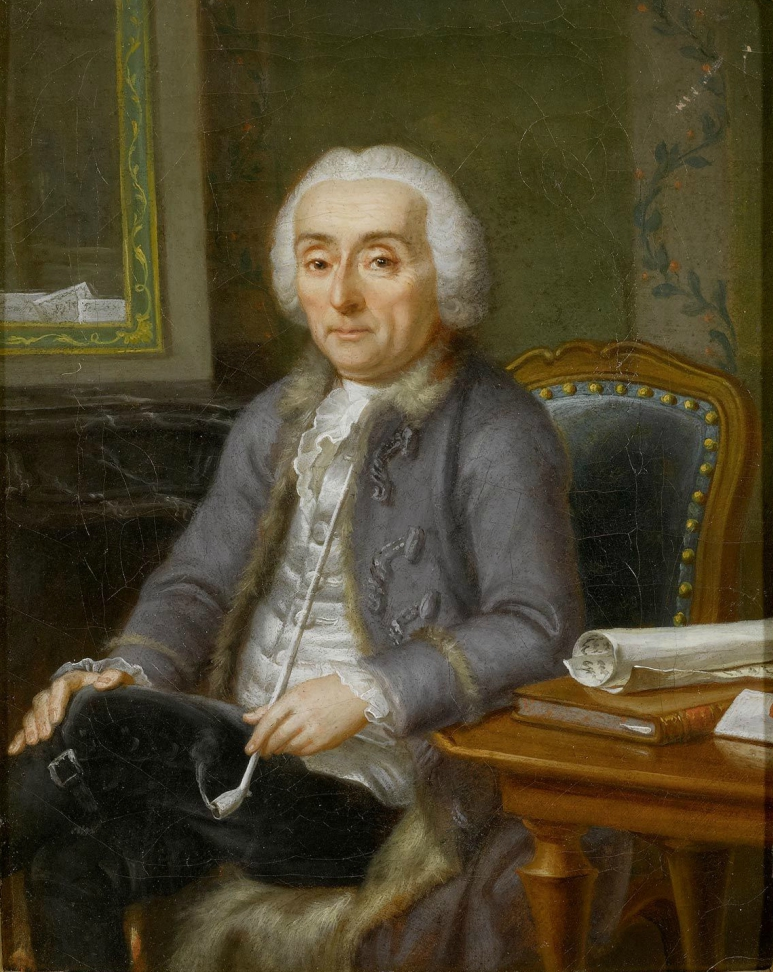
Gottfried Franz Daniel Müller (1735–1799), Bildnis von Jakob Emanuel Handmann (1781)

Die Familie von Müller, mit den Säulen im Wappen, war eine Berner Patrizierfamilie, die ab 1494 das Burgerrecht der Stadt Bern besass, der Gesellschaft zu Mittellöwen angehörte und 1871 im Mannsstamm erlosch.

## Geschichte
Der erste in Bern fassbare Angehörige des Geschlechts, Martin der Goldschmied, erwarb 1494 um 8 Pfund das Berner Burgerrecht und war an der Kirchgasse (heute Münstergasse) wohnhaft. Er wurde auch Martin Frank oder Martin Müller genannt. Im Jetzerprozess war er Zeuge. Martins drei Söhne gelangten wie er alle in den Grossen Rat der Stadt Bern.
Angehörige der Familie von Müller besassen zeitweise die Herrschaften Marnand, Saint-Martin-du-Chêne und Rovray.

## Personen
- Martin der Goldschmied, Mitglied des Grossen Rats, Münzmeister
- Johannes Müller (1657–1725)[4], Landvogt zu Moudon, Mitglied des Kleinen Rats, Salzdirektor, Venner, kaufte die Herrschaft Marnand, Adelsbrief (1709)
- Samuel Müller (1680–1725), Bankier, Inhaber der Bank Samuel Müller & Cie. in London
- Johann Albrecht Müller (1687–1751), Landvogt zu Nidau, Herr zu Rovray und St-Martin-du-Chêne
- Gottfried Franz Daniel Müller (1735–1799), Notar, Fürsprecher, Welschseckelschreiber
- Franz Christoph Müller (1724–1799), Herr zu Marnand, Hofmeister zu Königsfelden